# Højspændingsforbindelsen Ringsbjerg-Vordingborg Nord
|  | Denne artikel beskriver en fremtidig begivenhed Denne artikel eller sektion handler om planlagt eller forventet fremtidig begivenhed. Der kan forekomme spekulativ information, og indholdet kan ændres dramatisk når begivenheden nærmer sig og mere information bliver tilgængelig. |

Højspændingsforbindelsen Ringsbjerg-Vordingborg Nord er en planlagt 400 kV højspændingsforbindelse der skal gå fra Ringsbjerg sydvest for Køge på Østsjælland til Over Vindinge nord for Vordingborg på Sydsjælland.
Forbindelsen bliver 47 km lang og bliver både med luftledninger og kabler i jorden. 
Den kommer til at gå igennem Køge Kommune, Faxe Kommune, Næstved Kommune og Vordingborg Kommune og kommer til at blive drevet af Energinet. 
400 kV højspændingsforbindelsen ender i Transformerstation Vordingborg Nord og fortsætter som to 220 kV kableforbindelse mod henholdsvis Eskilstrup på Falster og Nørre Radsted ved Sakskøbing på Lolland. 
Det forventes at anlægsarbejdet begynder i 2028 med idriftsættelse i 2033.